# Деніз Тюрюч
Деніз Тюрюч (тур. Deniz Türüç, нар. 29 січня 1993, Енсхеде) — турецький та нідерландський футболіст, півзахисник клубу «Істанбул Башакшехір» та національної збірної Туреччини.

## Клубна кар'єра
Народився 29 січня 1993 року в родині вихідців з Туреччини у нідерландському місті Енсхеде. Почав займатись футболом у місцевій команді «Енсхедезе Бойз», після чого опинився в академії головної команди міста «Твенте». Надалі у 2011—2012 роках грав за молодіжну команду «Де Графсхапа».
2012 року Тюрюч став гравцем клубу «Гоу Егед Іглз», що тоді грав у другому дивізіоні країни. Саме у цьому клубі Деніз і дебютував професіональному рівні. Наприкінці дебютного сезону він з командою виграв плей-оф за підвищення і таким чином вийшов до Ередивізі, найвищої голландської ліги. 4 серпня 2013 року він дебютував там, вийшовши в стартовому складі в гостьовому поєдинку проти «Утрехта». 5 жовтня того ж року Деніз забив свій перший гол на вищому рівні, відкривши рахунок в домашній грі з «Неймегеном». Загалом Тюрюч відіграв за команду з Девентера три сезони своєї ігрової кар'єри.
За підсумками сезону 2014/15 «Гоу Егед Іглз» вилетів з Ередивізі, а Деніз Тюрюч перейшов в «Кайсеріспор», який саме повернувся в турецьку Суперлігу. У сезоні 2016/17 він з 11 голами став другим бомбардиром команди після Веллітона, з яким вони утворили один з найнебезпечніших наступальних дуетів Суперліги, завдяки чому клуб зберіг прописку в еліті. Загалом Тюрюч провів у команді чотири роки своєї кар'єри гравця. Більшість часу, проведеного у складі «Кайсеріспора», був основним гравцем команди.
Влітку 2019 року Деніз перейшов у «Фенербахче», підписавши з клубом трирічний контракт. Станом на 5 червня 2020 року відіграв за стамбульську команду 19 матчів в національному чемпіонаті.

## Виступи за збірні
28 лютого 2012 року Тюрюч дебютував у складі юнацької збірної Туреччини (U-19) в товариському матчі проти однолітків з Ірландії (1:1), однак наступного року вирішив представляти свою країну народження і в 2013 році провів два матчі за юнацьку збірної Нідерландів до 20 років.
Після переїзду до Туреччини Тюрюч вирішив повернутись до варіанту виступів за збірну своєї історичної батьківщини і 2015 року брав участь у International Challenge Trophy з другою збірною Туреччини, фінішувавши другим на турнірі.
Після того, як Деніз став основним у «Кайсеріспорі», в березні 2017 року він був викликаний до національної збірної тренером Фатіхом Терімом і 27 березня в товариській грі проти збірної Молдови дебютував за головну команду, вийшовши на заміну на 65-й хвилині поєдинку. 10 вересня 2019 року в матчі проти тієї ж збірної Молдови (4:0) Тюрюч забив перший гол за збірну.
| Дата       | Місто     | Господарі | Результат | Гості      | Турнір                               | Голи | Примітки  |
| ---------- | --------- | --------- | --------- | ---------- | ------------------------------------ | ---- | --------- |
| 27-3-2017  | Ескішехір | Туреччина | 3 – 1     | Молдова    | товариський матч                     | -    | 65'       |
| 28-5-2018  | Стамбул   | Туреччина | 2 – 1     | Іран       | товариський матч                     | -    | 65'       |
| 22-3-2019  | Шкодер    | Албанія   | 0 – 2     | Туреччина  | Відбір до ЧЄ 2020                    | -    | 88'       |
| 25-3-2019  | Ескішехір | Туреччина | 4 – 0     | Молдова    | Відбір до ЧЄ 2020                    | -    | 78'       |
| 2-6-2019   | Аланія    | Туреччина | 2 – 0     | Узбекистан | товариський матч                     | -    | 83'       |
| 10-9-2019  | Кишинів   | Молдова   | 0 – 4     | Туреччина  | Відбір до ЧЄ 2020                    | 1    |           |
| 11-11-2020 | Стамбул   | Туреччина | 3 – 3     | Хорватія   | товариський матч                     | 1    |           |
| 15-11-2020 | Стамбул   | Туреччина | 3 – 2     | Росія      | Ліга націй УЄФА 2020-2021 - 1-й етап | -    | 64'       |
| 18-11-2020 | Будапешт  | Угорщина  | 2 – 0     | Туреччина  | Ліга націй УЄФА 2020-2021 - 1-й етап | -    | 71'       |
| 24-3-2021  | Стамбул   | Туреччина | 4 – 2     | Нідерланди | Відбір до ЧС 2022                    | -    | 90'       |
| 30-3-2021  | Стамбул   | Туреччина | 3 – 3     | Латвія     | Відбір до ЧС 2022                    | -    | 83' 90+4' |
| Усього     |           | Матчів    | 11        |            | Голів                                | 2    |           |